# Viktor Hübner
Viktor Hübner (13. března 1838 Křenová – 27. dubna 1903 Znojmo) byl rakouský politik německé národnosti z Moravy, na konci 19. století poslanec Říšské rady a Moravského zemského sněmu.

## Životopis
Narodil se na předměstí Brna do rodiny historika Antona Hübnera, který byl během revolučního roku 1848 poslancem rakouského Říšského sněmu i celoněmeckého Frankfurtského parlamentu. Střední školu studoval v Jihlavě a Znojmě, potom studoval právo ve Vídni. Po studiích nastoupil k Okresnímu soudu ve Znojmě, ale soudcovské zkoušky odložil a zatím pracoval jako advokát. Po úmrtí otce v roce 1869 odešel do Starého Šaldorfu, kde se věnoval dědictví - rodinnému mlýnu.
Působil v Okresním hospodářském spolku Znojmo, kde v letech 1874-1887 jako viceprezident a pak do roku 1893 jako prezident obhajoval agrární zájmy znojemského měšťanstva. V zemských volbách 1878 byl zvolen za venkovské obce Znojemska do Moravského zemského sněmu, kde zasedal až do voleb 1896, kdy jej porazil Ferdinand Neunteufel. Hübner na sněmu podporoval zájmy vinařů, byl pro vytvoření německé univerzity na Moravě a proti všeobecnému volebnímu právu. Často lobboval za stavbu různých silnic.
V roce 1882 byl v doplňovacích volbách po smrti Johanna Fuxe zvolen za venkovské obce Znojemska a Mikulovska do Říšské rady, když porazil federalistu Josefa Purznera. Toho porazil i v řádných volbách v roce 1885. Ve volbách 1891 porazil Antona Nawratila. V tomto volebním období měl problém se vyrovnat s nástupem lidových politických hnutí. V roce 1892 hlasoval proti zavedení cel na italská vína, čímž ztratil mezi zemědělci podporu a o rok později rezignoval i na funkci prezidenta Okresního hospodářského spolku. V zemských volbách 1896 pak ztrácí mandát v Moravském zemském sněmu.
Příbuzný Johann Haase mu ve volbách do Říšské rady 1897 přepouští mandát za skupinu měst Znojmo, Dačice, Jemnice, Slavonice, Moravský Krumlov, Ivančice a Moravské Budějovice a Hübner v nich poráží českého kandidáta Bedřicha Kancnýře. Za badeniovské krize se staví proti jazykovým nařízením. V roce 1898 stál u zrodu Svazu Němců jižní Moravy. Zvítězil i ve volbách do Říšské rady na přelomu let 1900 a 1901 a v parlamentu působil až do své smrti.
Působil i v komunální politice. Od roku 1879 byl členem obecního výboru ve Znojmě a v roce 1900 byl jmenován obecním radou. Působil rovněž jako ředitel spořitelny, angažoval se v místních spolcích, např. v Německém měšťanském spolku, jemuž v letech 1900–1903 předsedal. Roku 1898 se zasloužil o výstavbu mostu mezi Louckým klášterem a Sedlešovicemi.
Do Říšské rady kandidoval jako německý liberál (tzv. Ústavní strana). Po svém zvolení do Říšské rady usedl do nově utvořeného poslaneckého klubu Sjednocené levice, do kterého se spojilo několik ústavověrných politických proudů. I po volbách roku 1885 patřil do klubu Sjednocené levice. Po rozpadu Sjednocené levice přešel do frakce Německorakouský klub. V roce 1890 se uvádí jako poslanec obnoveného klubu německých liberálů, nyní oficiálně nazývaného Sjednocená německá levice. I ve volbách roku 1891 byl na Říšskou radu zvolen za klub Sjednocené německé levice. Ve volbách roku 1897 byl do parlamentu zvolen za Německou pokrokovou stranu, jejímž byl členem.
Oženil se v roce 1870 s Marií Haase, dcerou císařského rady a velkoobchodníka Karla Haaseho, s níž měl tři syny. Zemřel ve Znojmě a je pohřben na hřbitově v Louce.